# Systropus varipes
Systropus varipes är en tvåvingeart som beskrevs av Edwards 1919. Systropus varipes ingår i släktet Systropus och familjen svävflugor. Inga underarter finns listade i Catalogue of Life.